# Pinus yunnanensis
Pinus yunnanensis, el pino de Yunnan (zh: 云南松) es una especie arbórea conífera dentro del género Pinus, originaria de la región de Yunnan, China.

## Descripción
El "pino de Yunnan" puede crecer la longitud excepcional de 35 cm en una sola estación. Sus hojas se presentan en fascículos de 2 a 3, 15 a 20, con una longitud de 30 cm. 
Los conos de 3 a 7 con una longitud de 10 cm, de color marrón claro, situados lateralmente en grupos de 2 a 5, se erigen sobre unos pedúnculos cortos, abriéndose en el segundo verano de crecimiento. Las escalas del cono de un color marrón púrpura en el interior. La quilla del apófisis, terminando en un extremo corto en el escudo (Farjon 1984).
Hay reconocidas dos variedades,
- Pinus yunnanensis Franch. var. pygmaea (Hsueh) Hsueh
- Pinus yunnanensis Franch. var. tenuifolia Cheng et Y. W. Law

## Conservación
Esta especie no está amenazada, se utiliza como especie maderable en cultivos de silvicultura.

## Hábitat
Se encuentran en China, predominante en alturas de entre 600 y 3000 m s. n. m. en las altas mesetas de Yunnan, y extendiéndose al norte hasta Sichuan, donde se integra con Pinus tabuliformis, y hacia el sur hasta la zona norte de Birmania donde se integra con Pinus kesiya. Recientemente ha extendido su distribución como árbol maderable en combinación con árboles de hoja ancha.

## Sinónimos
- P. insularis var. yunnanensis (Franch.) Silba 1984;
- P. yunnanensis var. tenuifolia Cheng & Law 1975;
- P. insularis var. tenuifolia (Cheng & Law) Silba 1990 (Li 1997);
- P. tabulaeformis var. yunnanensis (Franchet) Shaw (Farjon 1984).

Entre las especies estrechamente relacionadas en la subsección "Pinus", se incluyen: P. tabuliformis (adjunct range to N), P. kesiya (adjunct range to S) (Richardson and Rundel 1998), y (via cpDNA data) P. hwangshanensis, P. taiwanensis y P. thunbergii (Price et al. 1998).